# Michelle Marquais

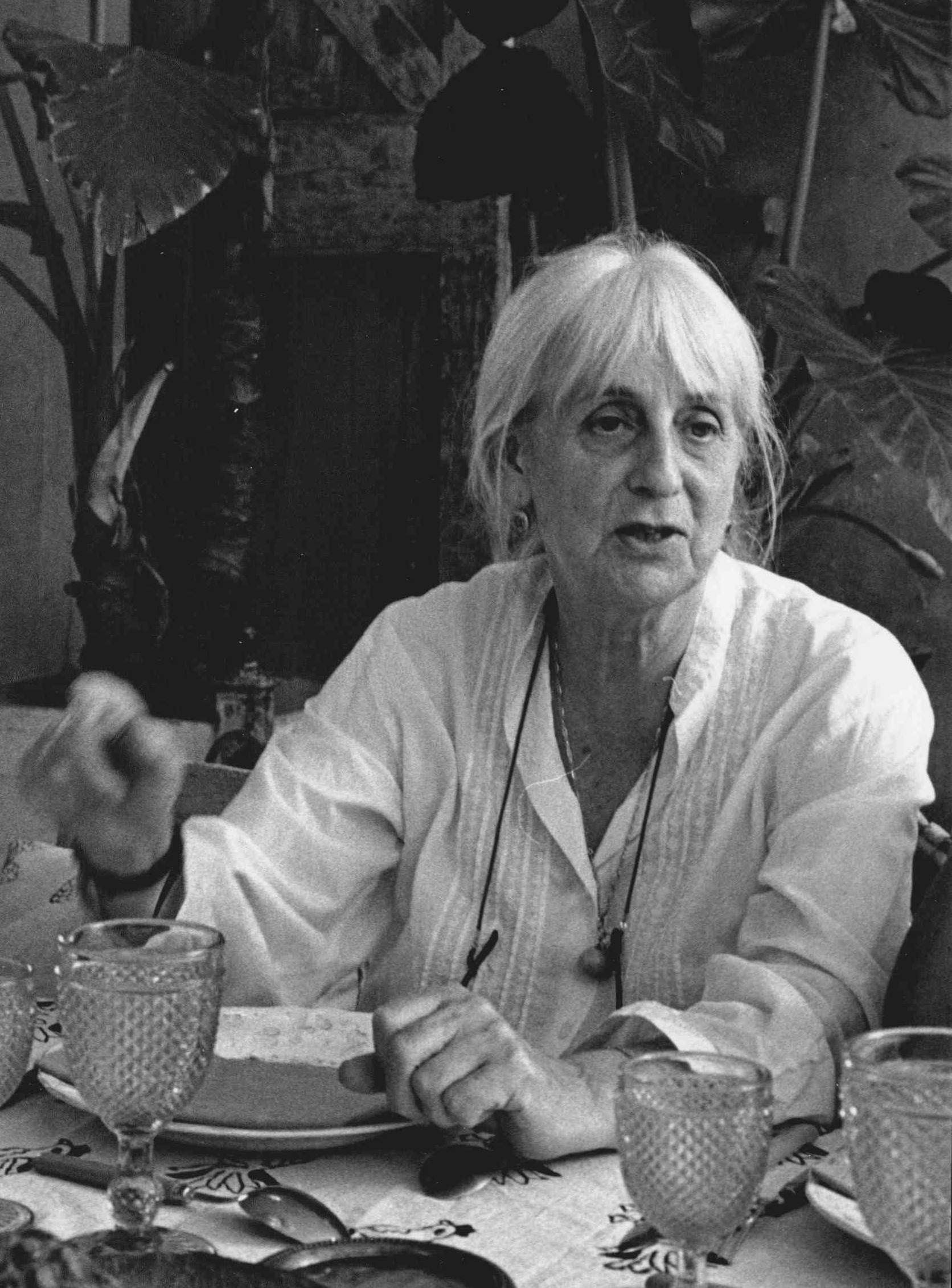
Michèle Marquais (1992)

Michelle Marquais (* 19. Mai 1926 im 15. Arrondissement (Paris); † 29. Januar 2022 im 8. Arrondissement (Paris)) war eine französische Theaterschauspielerin.

## Biographie
Michelle Marie Georgette Pouvreau wurde 1926 im 15. Arrondissement von Paris geboren. Sie arbeitete zunächst als Sekretärin, Kinomitarbeiterin und Journalistin. Als sie bereits verheiratet war und Familie hatte, entschied sie sich, Schauspielerin zu werden. Sie studierte am Pariser Conservatoire national supérieur d’art dramatique, wo sie 1952 ihren Abschluss erwarb.
Sie trat erfolgreich vor allem als Schauspielerin am Theater unter Regisseuren wie Lucian Pintilie, Roger Planchon, Luc Bondy und Patrice Chéreau auf, führte aber auch einige Male selbst Regie. Darüber hinaus wirkte sie in Filmen von Roberto Rossellini (La Prise de pouvoir par Louis XIV, 1966), Michel Boisrond (Le Petit Poucet, 1972), Michel Drach (Le Pull-over rouge, 1979), Benoît Jacquot (Villa Amalia, 2009) und Patrice Chéreau (La Reine Margot/Die Bartholomäusnacht, 1994) mit.
Michelle Marquais war mit dem Maler Pierre Lesieur (1922–2011) verheiratet und hatte zwei Töchter Manuelle und Sarah. Sie starb 2022 im 8. Arrondissement von Paris im Alter von 95 Jahren. Die Beisetzung ihrer Urne fand im engsten Familienkreis statt.

## Theaterengagements (Auswahl)
- 1965: Die Feinde von Maxim Gorki, Regie Pierre Debauche, Festival de Nanterre
- 1967: König Hunger von Leonid Andreïev, Regie Pierre Debauche
- 1968: Le Prix de la révolte au marché noir von Dimítris Dimitriádis, Regie Patrice Chéreau
- 1970: Richard II von William Shakespeare, Regie Patrice Chéreau
- 1970: König Lear von William Shakespeare, Regie Pierre Debauche, Théâtre des Amandiers
- 1970: Ce soir on improvise von Luigi Pirandello, Regie Gérard Vergez, Festival d'Avignon
- 1971: Henri VIII von William Shakespeare, Regie Gabriel Garran
- 1972: La langue au chat von Roger Planchon, Regie R. Planchon und Gilles Chavassieux, TNP Villeurbanne
- 1973: Toller von Tankred Dorst, Regie Patrice Chéreau, TNP Villeurbanne
- 1974: Vermeil comme le sang von Claude Régy, Regie C. Régy, TNP, Théâtre de Chaillot
- 1974: Madras, la nuit où... von Eduardo Manet, Regie Claude Confortès, Festival d'Avignon
- 1975: Die Möwe von Anton Tschechow, Regie Lucian Pintilie
- 1976: Portrait de Dora von Hélène Cixous, Regie Simone Benmussa, Théâtre d'Orsay
- 1977: Jacques ou la soumission von Eugène Ionesco, Regie Lucian Pintilie
- 1980: Athalie von Jean Racine, Regie Roger Planchon, TNP Villeurbanne, Théâtre national de l'Odéon
- 1984: Terre étrangère von Arthur Schnitzler, Regie Luc Bondy, Théâtre Nanterre-Amandiers
- 1985: Quartett von Heiner Müller, Regie Patrice Chéreau, Théâtre Nanterre-Amandiers
- 1987: 2050, le radeau de la mort von Harald Mueller, Regie Hans-Peter Cloos, MC93 Bobigny
- 1990: La Danse de mort von August Strindberg, Regie Lucian Pintilie
- 2007: Homme pour homme von Bertolt Brecht, Regie Emmanuel Demarcy-Mota, Comédie de Reims
- 2010: Rêve d'Automne von Jon Fosse, Regie Patrice Chéreau, Musée du Louvre
- 2011: Le Dernier Feu von Dea Loher, Regie Olivier Werner, Théâtre Ouvert

## Regiearbeiten (Auswahl)
- 1983: Transat von Madeleine Laïk, Théâtre Ouvert
- 1983: La Prise de l'école von Madhubai von Hélène Cixous, Petit Odéon
- 1986: Don Carlos von Friedrich von Schiller, Festival d'Avignon
- 1995: Les Sept Pendus von Léonide Andreiev, Théâtre du Rond-Point
- 1998: Honorables Canailles von Grégoire Cisky, Théâtre de l'Athénée-Louis-Jouvet

## Auszeichnungen
- 1986 Officière des Ordre des Arts et des Lettres[1]
- 1999 Chevalière de la Légion d’honneur[3]